# Nanfang caomu zhuang
Nanfang caomu zhuang (Beschreibung der südlichen Pflanzen chinesisch 南方草木狀) ist ein für die Geschichte der chinesischen Ess- und Trinkkultur wichtiges Werk aus dem 4. Jahrhundert von Ji Han (嵇含). Es gibt eine englische Übersetzung von Li Hui-lin. Ein früher Druck ist der in der alten Buchreihe (congshu) namens Baichuan xuehai aus der Südlichen Song-Dynastie.